# Јакловце
Јакловце (слч. Jaklovce) насељено је мјесто са административним статусом сеоске општине (слч. obec) у округу Гелњица, у Кошичком крају, Словачка Република.

## Становништво
| Година:    | 1994. | 2004.   | 2014.   | 2024.   |
| ---------- | ----- | ------- | ------- | ------- |
| Број људи: | 1957  | 1972    | 1905    | 1802    |
| Разлика:   |       | +0,76 % | -3,39 % | -5,40 % |

| Година:    | 2023. | 2024.   |
| ---------- | ----- | ------- |
| Број људи: | 1812  | 1802    |
| Разлика:   |       | -0,55 % |

Према подацима о броју становника из 2011. године насеље је имало 1.874 становника.